# Paris Museum Pass
Paris Museum Pass to imienna karta wstępu uprawniająca do bezpłatnego, nieograniczonego oraz bezpośredniego zwiedzania ponad 60 muzeów i zabytków na terenie Paryża oraz w jego okolicach. Posiadacz karty może wchodzić bez kolejki, nieograniczoną liczbę razy, nie tracąc czasu na stanie w kolejce do kasy oraz oszczędzając kilkadziesiąt euro na biletach. Wyjątek stanowi jedynie zwiedzanie pałacu w Wersalu, które może odbyć się tylko raz ze względu na ograniczoną liczbę zwiedzających.
Paris Museum Pass stworzona została z myślą o osobach pełnoletnich, ponieważ do większości muzeów i zabytków objętych kartą wstęp dla dzieci i młodzieży poniżej 18 roku życia jest bezpłatny.
Punkty sprzedaży:
- lotnisko Roissy-Charles de Gaulle (terminal 1, 2C, 2D, 2E, 2F)
- lotnisko Orly (terminal Orly-Sud)
- punkty informacji turystycznej (m.in. na dworcach: Gare du Nord, Gare de Lyon, Gare de l’Est)
- punkty informacyjne w popularniejszych muzeach (m.in. Luwr, Łuk Triumfalny, Oranżeria, Concergerie, katedra Notre-Dame, kaplica Sainte-Chapelle, Museum d’Orsay, Centrum Pompidou)

Muzea i zabytki w Paryżu objęte kartą Paris Museum Pass:
- Luwr
- Musée d’Orsay
- Łuk Triumfalny w Paryżu
- Kompleks budynków Les Invalides wraz z Musée de l’Armée
- Conciergerie
- Kaplica Sainte-Chapelle
- Katedra Notre-Dame wraz z kryptą archeologiczną
- Narodowe Muzeum Wieków Średnich wraz z łaźniami Musée de Cluny
- Narodowe Muzeum Oranżeria
- Muzeum Makiet
- Muzeum Poczty Francuskiej
- Museum Augusta Rodin
- Muzeum Eugene Delacroix
- Muzeum Gustawa Moreau
- Muzeum Narodowe Pablo Picassa
- Muzeum Morskie
- Akwarium Tropikalne w Porte Dorée
- Miasteczko i Muzeum Muzyki
- Miasteczko Nauki i Przemysłu La Vilette Cité des Sciences et de l’Industrie
- Muzeum Kina i Kinematografii francuskiej
- Muzeum Narodowe Sztuki Azjatyckiej
- Muzeum Judaizmu
- Muzeum Instytutu Świata Arabskiego
- Muzeum Sztuki Dekoracyjnej
- Muzeum Szpitalnictwa
- Muzeum Sztuki i Zawodów Musée des Arts et Métiers
- Muzeum Sztuki Współczesnej w Centre Georges Pompidou
- Muzeum Historii Mody
- Muzeum Historii Monetarnej Francji
- Muzeum Rewolucji Francuskiej

Ważniejsze muzea i zabytki w okolicach Paryża objęte kartą Paris Museum Pass:
- Pałac wersalski wraz z kompleksem ogrodowym
- Muzeum Lotnictwa w Seine-Sainte Denis
- Muzeum Archeologii w Saint-Germain-en-Laye
- Muzeum Ceramiki
- Muzeum Renesansu w zamku d’Ecouen
- Zamek Chantilly
- Zamek Compiegne
- Zamek Malmaison i Bois-Preau
- Zamek Fontainebleau
- Zamek Rambouillet
- Zamek Vincennes
- Zamek w Pierrefonds
- Zamek Chaalis
- Dom Muzeum Maurice Denis w Sainte-Germain-en-Laye
- bazylika w Saint-Denis